# 梅赛德斯-奔驰Actros
梅赛德斯-奔驰Actros（德语：Mercedes-Benz Actros）是梅赛德斯-奔驰旗下的一款重型卡車系列，於1996年推出，重量為18噸以上，主要定位在長途物流、基建工程等等。其主要競爭對手為斯堪尼亞、達富、雷諾卡車、富豪卡車、歐霸Trakker、歐霸Stralis、猛獅TGA、猛獅TGS、猛獅TGX、日野Profia、三菱Super Great、UD Quon和五十鈴Giga等車型。
Actros本身配備一系列電子操作系統，並能適應高溫和潮濕的環境。因此不但在歐洲被廣泛採用，也有不少出口到南美洲、亞洲等地。

## 簡介
1996年出台，以取代舊有的SK。其規格為18噸以上，引擎為V6或V8柴油汽缸，並配備渦輪增壓器。而其馬力則為310-600匹。在此之外Actros制動系統還採用了電子操作。
新推出時Actros引入了一些創新技術：
- 引進一個完整的電子控制氣壓制動系統，使車型在操作效率上大大提升。
- 智能式制動系統（但建築用車仍然是鼓式制動器）。
- CAN總線技術。
- 電子氣動線路（EPS）作換檔用。
- 智能式引擎管理系統。

## 圖片

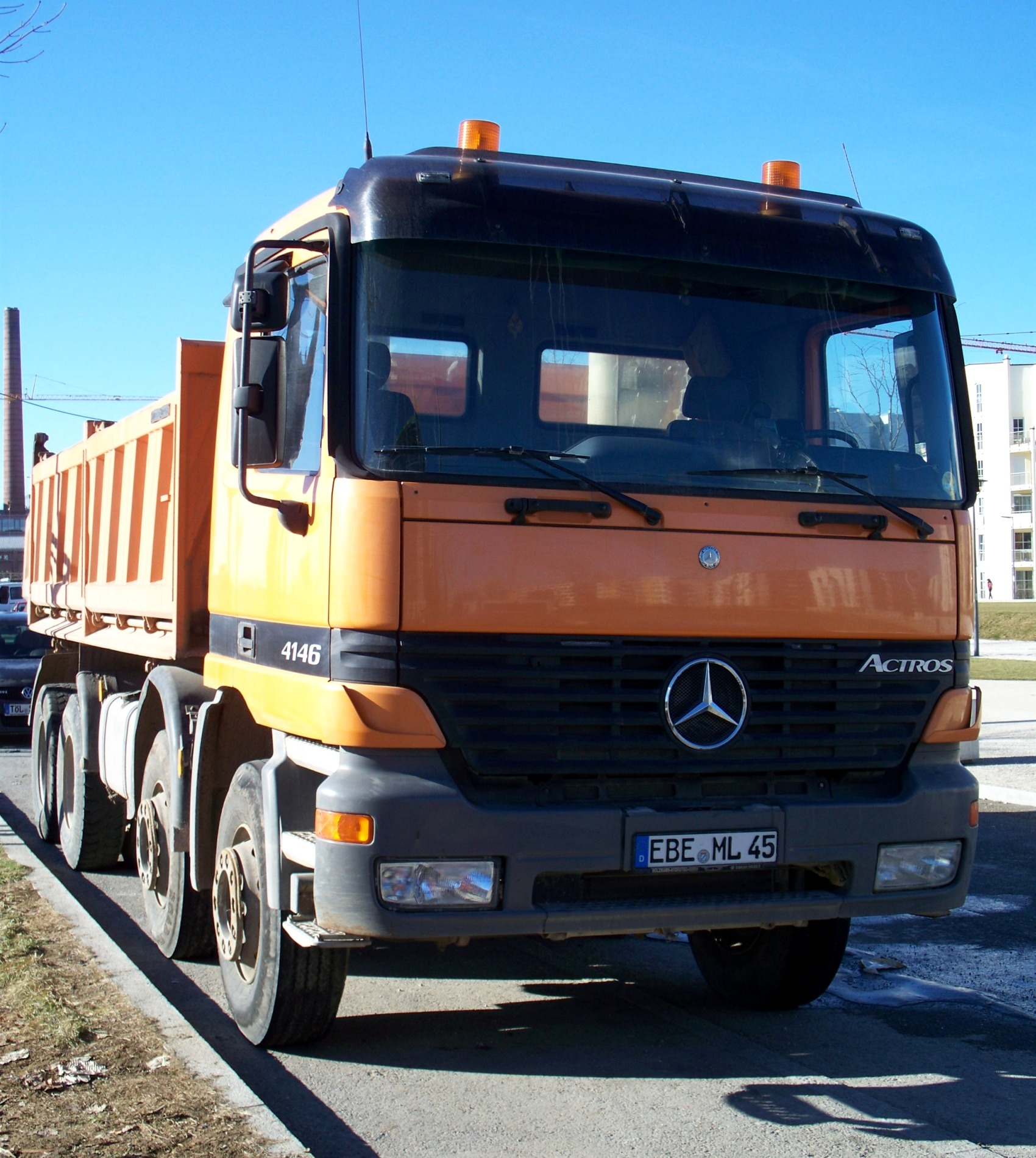
Actros重型自卸車
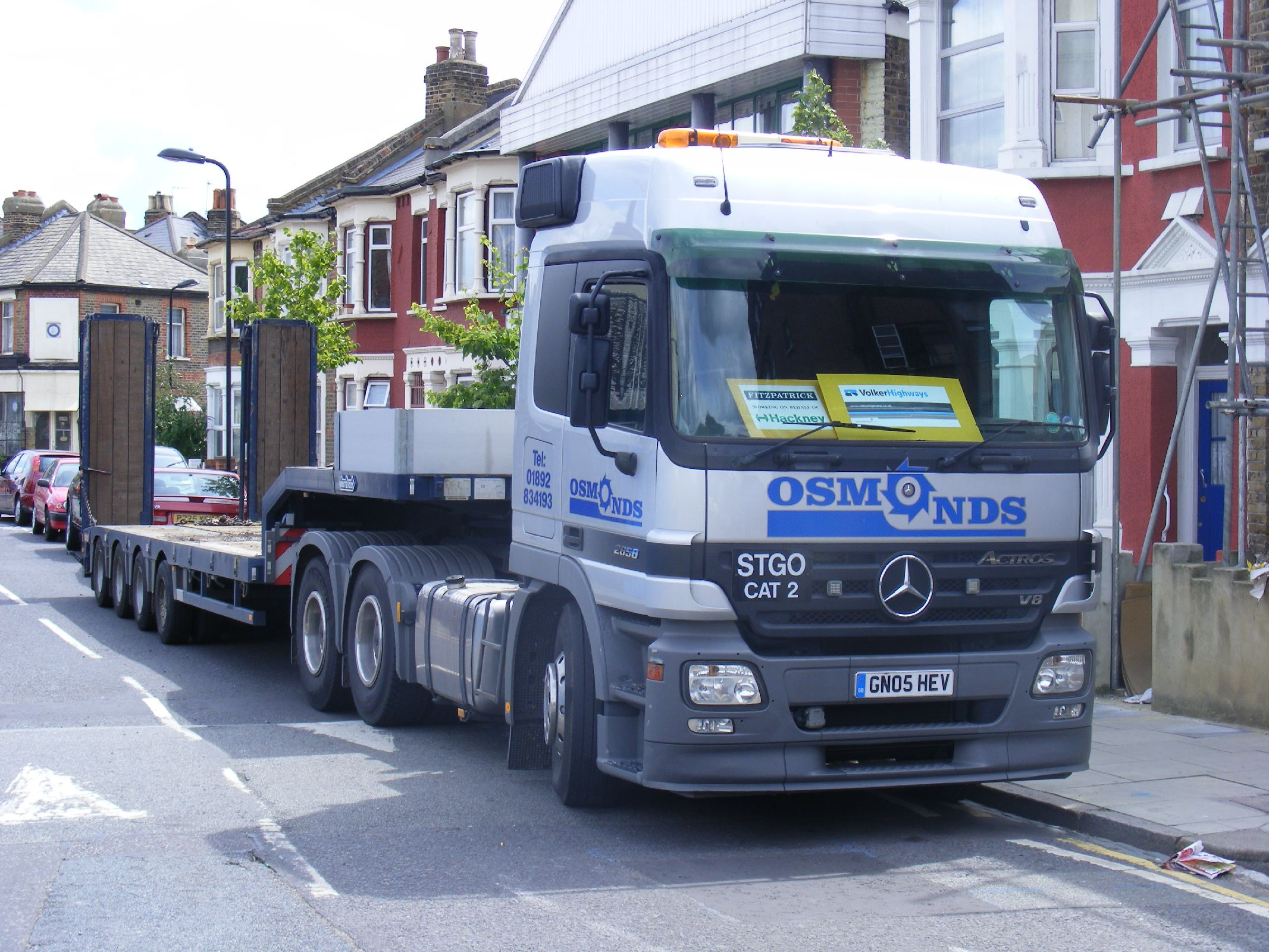
攝於英國的牽引車
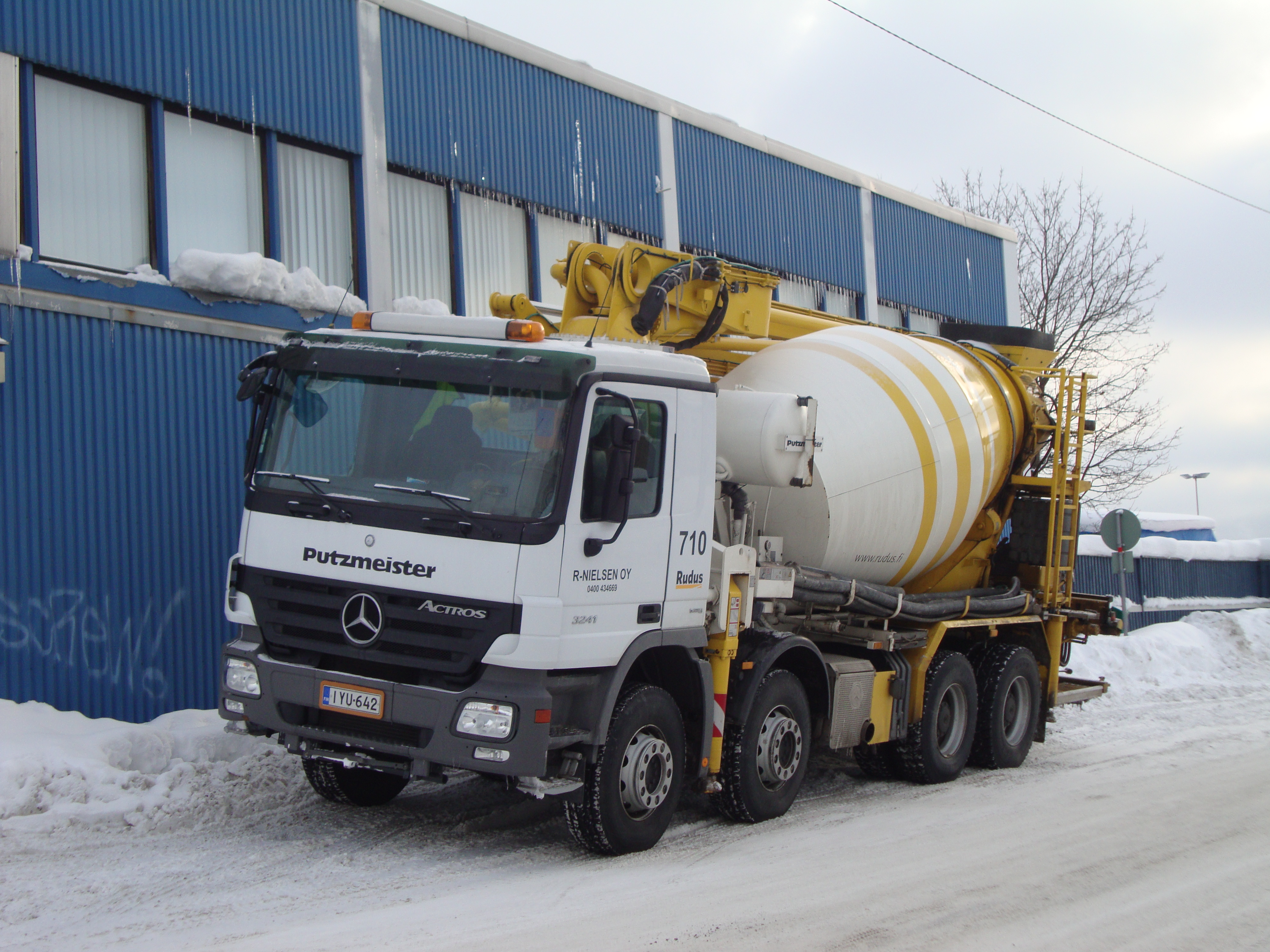
Actros混凝土車，攝於芬蘭
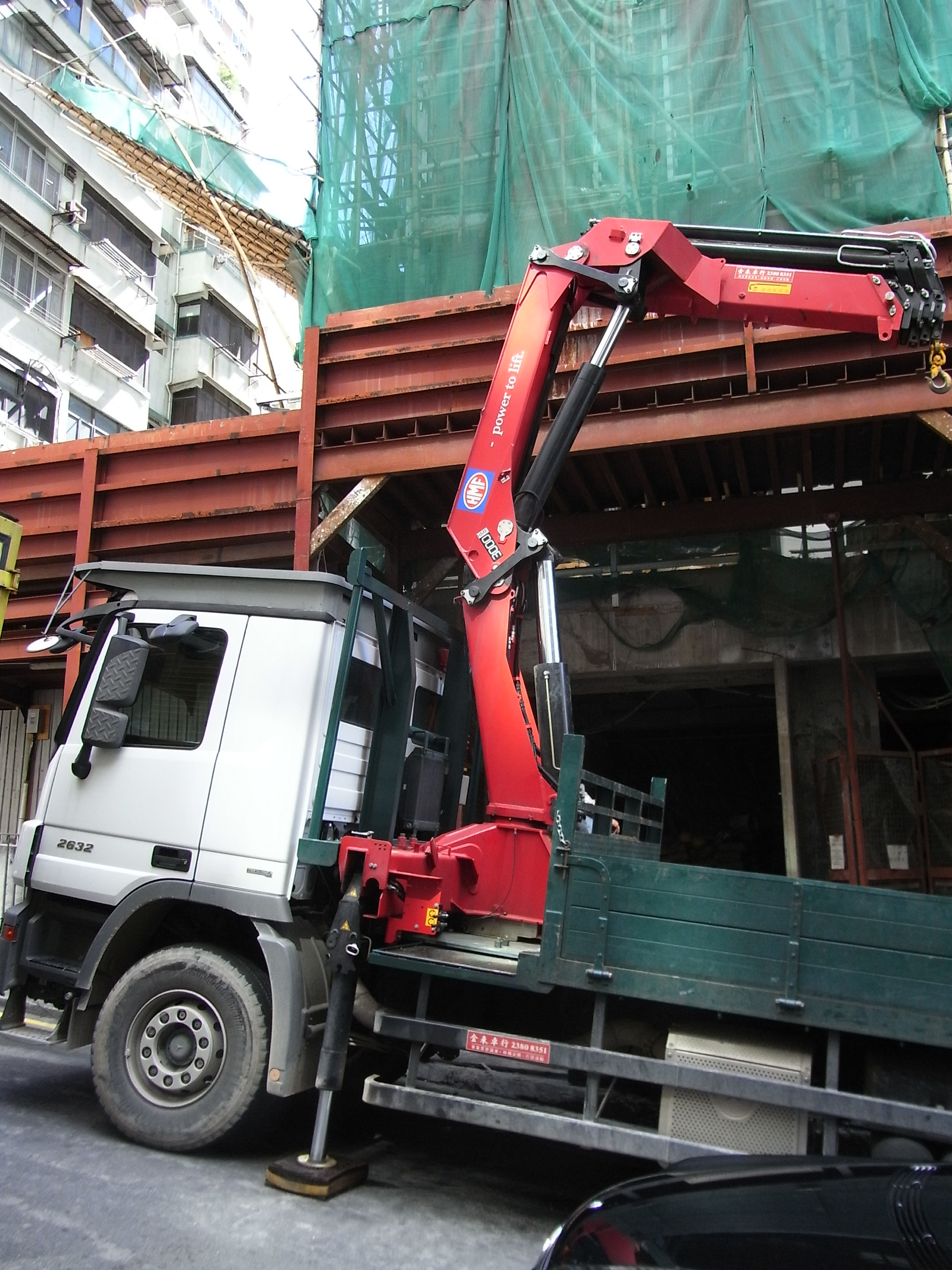
香港的Actros
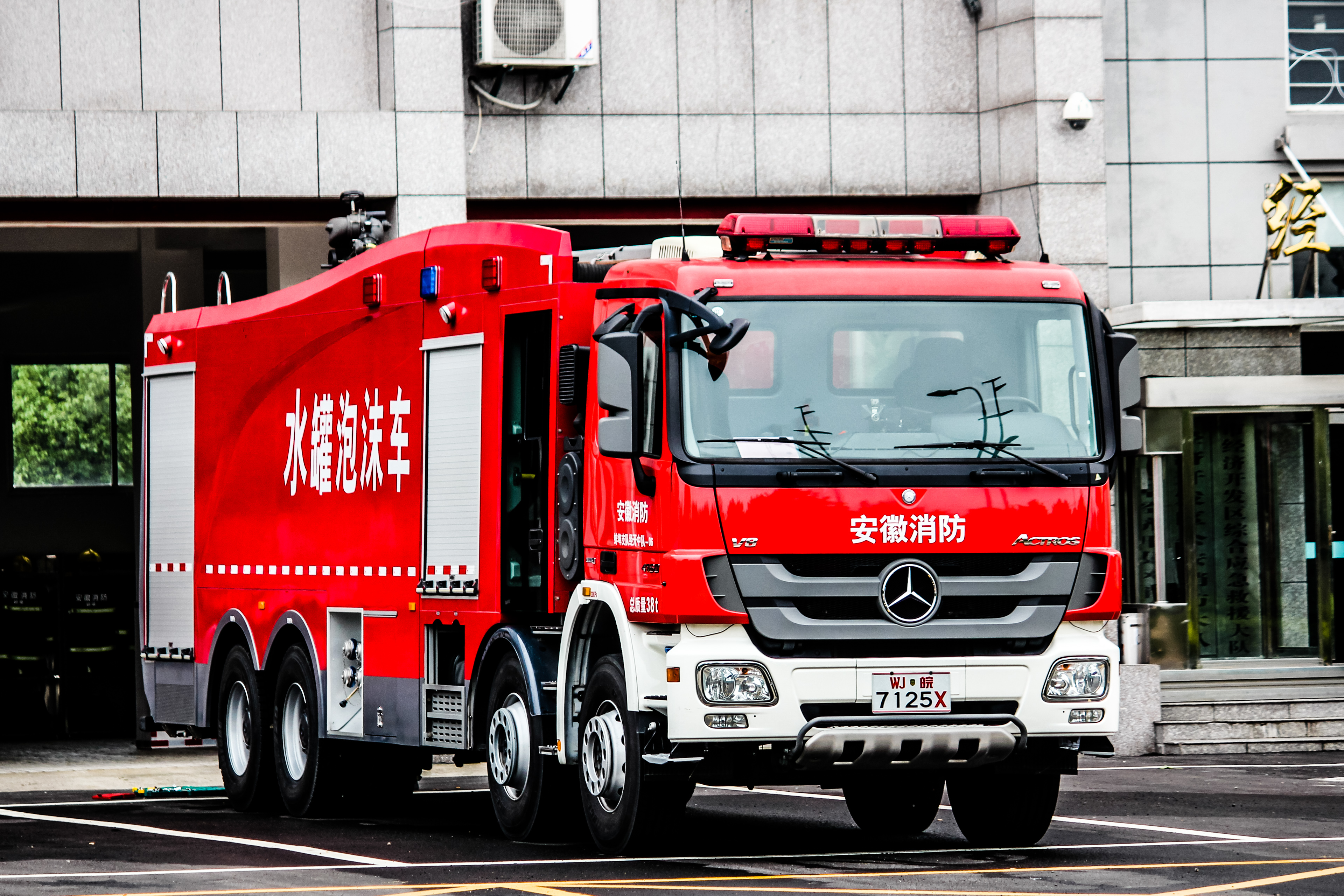
Actros重型消防车
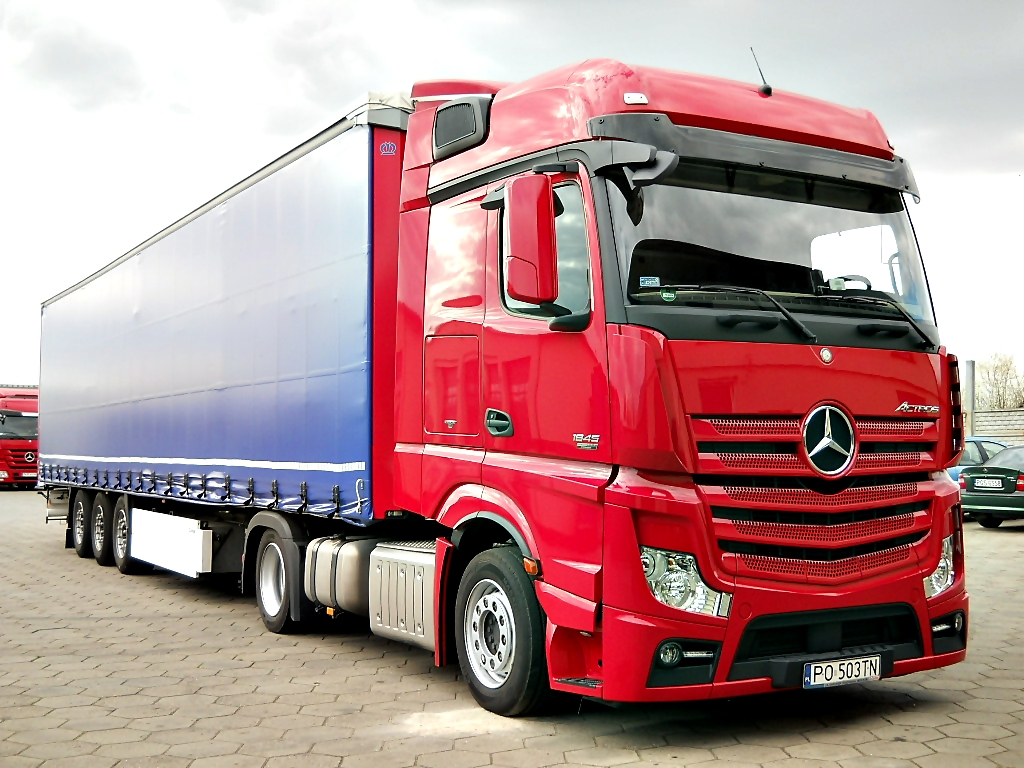
第四代Actros
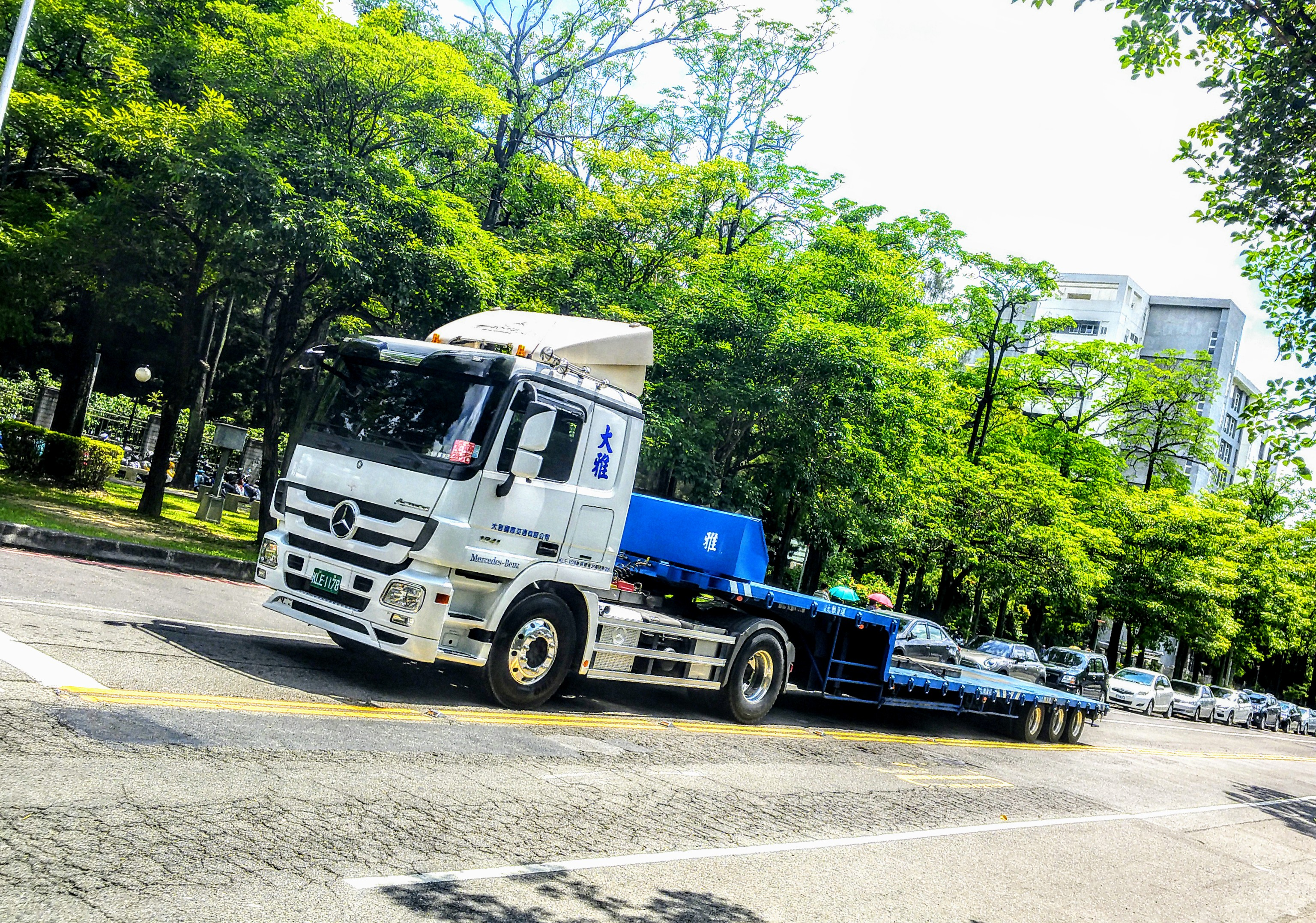
Actros 1841
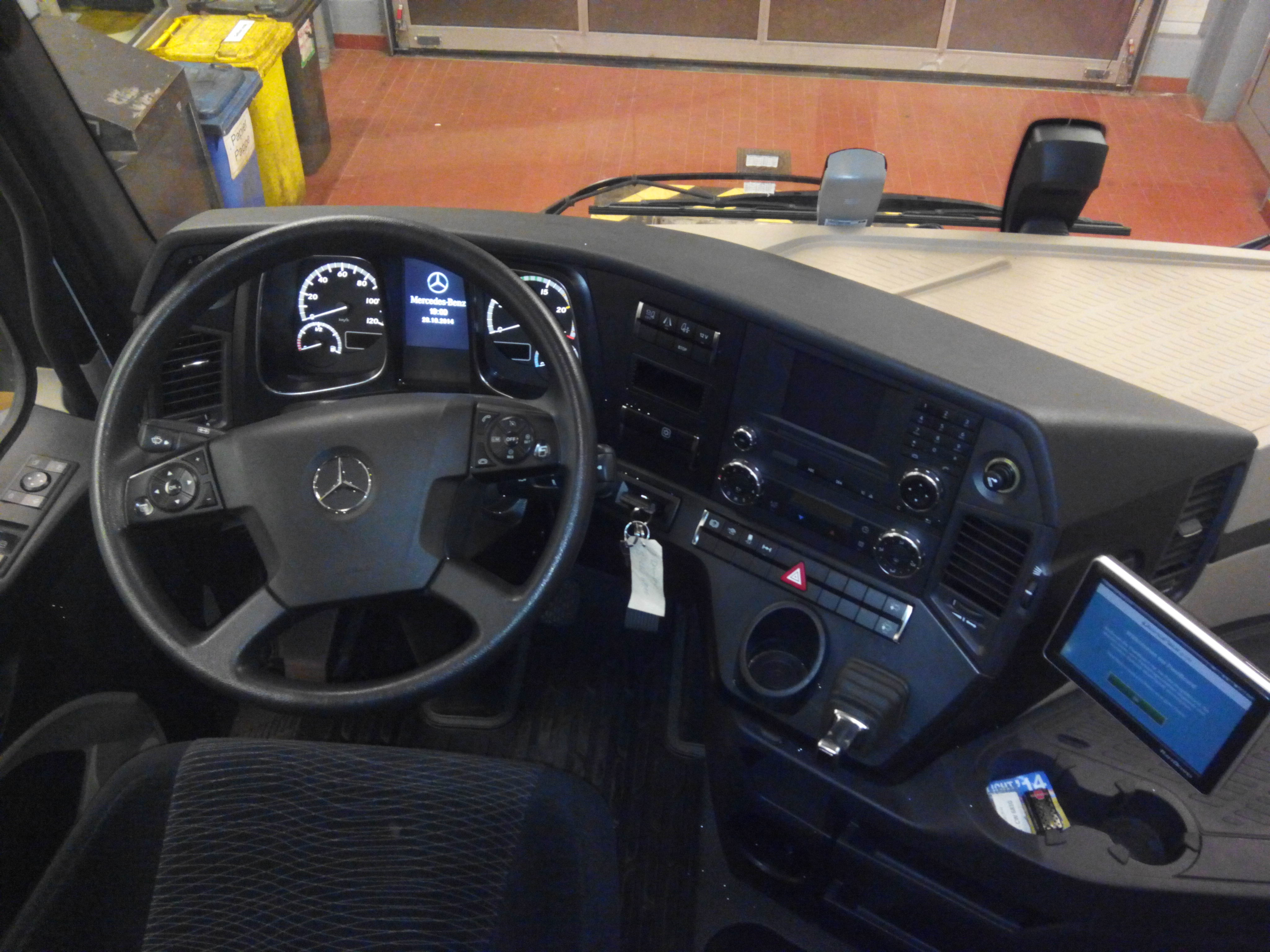
內裝

## 外部連結
- New Mercedes-Benz Race Truck